# Why (The Cranberries)
Why è un singolo del gruppo musicale irlandese The Cranberries, pubblicato il 16 marzo 2017 estratto dall'album in studio Something Else..

## La canzone
Il brano musicale è stato composto da Dolores O'Riordan e ha tratto spunto da un evento personale della stessa artista, ossia la morte del proprio padre. Il brano è stato scritto proprio in tale momento luttuoso che è stato per O'Riordan un periodo molto duro della propria vita. Per il singolo non è stato realizzato un videoclip.